# Абрам-Виллидж
Абрам-Виллидж (англ. Abram-Village) — сельский муниципалитет в графстве Принс на острове Принца Эдуарда.
Он расположен в районе Участка 15, примерно в 27 километрах к западу от города Саммерсайд.
Абрам-Виллидж, расположенный в «Регионе Евангелины», где проживают франкоязычные общины Акадии, в центральной части округа Принс, знаменит акадийским фестивалем, который проводится в конце августа и начале сентября.
Штаб-квартира Комиссии по изучению французского языка, которая управляет шестью государственными школами Франции в провинциях, находится в Абрам-Виллидж.
В этом районе находится клуб юниорской хоккейной лиги Western Red Wings.

## История
Муниципалитет назван в честь Абрахама Арсено, первого поселенца, который прибыл в городок в 1820-х годах.
Ранее назывался Абрамс-Виллидж (англ. Abram's Village). 3 апреля 2018 года переименован в Абрам-Виллидж (англ. Abram-Village).

## Демография
По данным переписи населения 2021 года, проведённой Статистической службой Канады, в Абрам-Виллидж проживало 340 человек в 145 из 155 частных домов, что на 13,3 % больше, чем в 2016 году, когда численность населения составляла 300 человек. При площади суши 1,36 км² в 2021 году плотность населения составляла 250,0 чел/км².